# Otto Gross

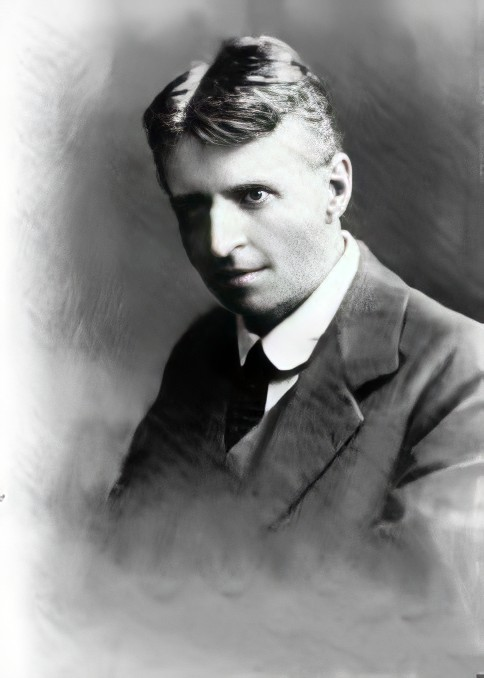
Otto Gross

Otto Hans Adolf Gross (ur. 17 marca 1877 w Feldbach, zm. 13 lutego 1920 w Berlinie) – austriacki lekarz psychiatra, psychoanalityk i anarchista.

## Życiorys
Syn kryminalistyka Hansa Grossa (1847–1915) i jego żony Adele z domu Raymann (1854–1942). Uczęszczał do prywatnych szkół, po zdaniu egzaminu dojrzałości w gimnazjum w Grazu rozpoczął studia na Uniwersytecie w Grazu; z początku studiował zoologię i botanikę, potem zmienił jednak kierunek studiów na medycynę. Od semestru letniego 1897 studiował na Uniwersytecie Ludwika i Maksymiliana w Monachium. Od 1897 do 1900 odbywał staże kliniczne w Grazu, Monachium, Frankfurcie nad Menem, Czerniowcach i Kilonii. 22 grudnia 1900 roku po przedstawieniu dysertacji doktorskiej Compendium der Pharmakotherapie für Polikliniker und junge Ärzte otrzymał tytuł doktora medycyny. W tym samym roku zatrudnił się jako lekarz okrętowy w spółce armatorskiej Deutsche Dampfschiffahrtsgesellschaft Kosmos z siedzibą w Hamburgu. Podczas rejsów do Ameryki Południowej uzależnił się od kokainy. Po powrocie do Europy rozpoczął pracę u Guddena w Monachium i w klinice Gabriela Antona w Grazu. Z powodu kokainizmu w czerwcu i lipcu 1902 roku leczył się w klinice Burghölzli u Eugena Bleulera.
Od semestru 1906/1907 jako docent prywatny psychopatologii na Uniwersytecie w Grazu. We wrześniu 1906 przeniósł się do Monachium i w tamtejszej klinice psychiatrycznej Emila Kraepelina pracował jako lekarz asystent. W Monachium poznał Johannesa Bechera. Nawiązał też kontakty z monachijskimi anarchistami i bohemą dzielnicy Schwabing.
26-27 kwietnia 1908 roku brał udział w 1. Kongresie Psychoanalitycznym w Salzburgu i wygłosił referat o zastosowaniach psychoanalizy, skrytykowany przez Freuda. W maju został skierowany przez Freuda na kolejne leczenie w klinice Burghölzli, przerwane przez Grossa ucieczką z kliniki; prowadzący go Carl Gustav Jung postawił rozpoznanie dementia praecox.
W 1909 roku Max Wertheimer oskarżył Grossa o przestępstwa przeciwko obyczajności i szarlatanerię. Monachijski sąd wezwał na świadka lekarza Karla Kollwitza.
W 1914 roku cesarsko-królewski sąd okręgowy w Grazu ustanowił dla Grossa kuratora, powierzając tę funkcję jego ojcu. Ten zadbał, aby syn trafił do zakładu psychiatrycznego w Troppau. Gross zaczął ponawiać wysiłki zmierzające do zniesienia ubezwłasnowolnienia; po ponownej ocenie stanu psychicznego został uznany 8 lipca 1914 roku za wyleczonego. Od października 1919 w Berlinie, mieszkał u Cläre i Franza Jungów. W lutym 1920 został znaleziony nieprzytomny na ulicy; z objawami zapalenia płuc trafił do kliniki Pankow, gdzie po dwóch dniach zmarł. Podobno przez pomyłkę został pochowany na żydowskim cmentarzu w Berlinie, jednak po latach nie udało się ustalić faktycznego miejsca pochówku Grossa.
23 lutego 1903 ożenił się z Friedą Schloffer (zm. 1950), bratanicą Aloisa Riehla. 21 stycznia 1907 urodził się ich syn Wolfgang Peter. 24 grudnia 1907 przyszedł na świat jego nieślubny syn Peter, matką była Else Jaffé. 18 lipca 1908 urodziła się nieślubna córka Camilla, której matką była Regina Ullmann. Był w związku ze swoją pacjentką Sophie Benz, która zaszła z nim w ciążę, ale 3 marca 1911 roku w Asconie z powodu nawrotu psychozy odebrała sobie życie. Ze związku z Marianne Kuh (1894-1948) urodziła się w 1916 córka Sophie Kuh. W 1912 nawiązał romans z Friedą von Richthofen, późniejszą żoną D.H. Lawrence’a.
W lutym 1920 Gross został znaleziony nieprzytomny, niedożywiony i przemarznięty na jednej z berlińskich ulic. Zmarł na zapalenie płuc.
Gross był autorem pojęcia dementia sejunctiva, którym proponował zastąpić wprowadzone przez Kraepelina określenie dementia praecox. Koncepcję Grossa krytykował zwłaszcza Stransky.
Dorobek naukowy Grossa popularyzuje International Otto Gross Society. W 1999 w Berlinie odbył się 1. Międzynarodowy Kongres Ottona Grossa. Kolejne spotkania odbyły się w Zurychu (2000, 2005), Monachium (2002), Grazu (2003), Wiedniu (2006) i Dreźnie (2008).
W autobiograficznej powieści Leonharda Franka Links wo das Herz ist (1952) Gross przedstawiony jest jako doktor Otto Kreuz, „człowiek genialny i tragiczny”.

## Lista prac
- Compendium der Pharmakotherapie für Polikliniker und junge Ärzte. Leipzig: Vogel, 1901
- Zu den cardiorenalen Theorien. Wiener klinische Wochenschrift. 14, ss. 47-48, 1901
- Zur Frage der socialen Hemmungsvorstellungen. Archiv für Kriminal-Anthropologie und Kriminalistik. 7, ss. 123-131, 1901
- Die cerebrale Sekundärfunction. Vogel, Leipzig 1902
- Zur Phyllogenese der Ethik. Archiv für Kriminal-Anthropologie und Kriminalistik 9, ss. 101-103, 1902
- Über Vorstellungszerfall. Monatsschrift für Psychiatrie und Neurologie 11, ss. 205-12, 1902
- Die Affektlage der Ablehnung, „Monatsschrift für Psychiatrie und Neurologie”, 12 (4), 1902, s. 359–370, DOI: 10.1159/000220791.
- Beitrag zur Pathologie des Negativismus. Psychiatrisch-neurologische Wochenschrift 26, ss. 269-273, 1903
- Über die Pathogenese des spezifischen Wahns bei Paralytikern. Neurologisches Zentralblatt 17, ss. 843-844, 1903
- Dementia sejunctiva. Neurologisches Centralblatt 23, 1144-6, 1904
- Zur Differentialdiagnostik negativistischer Phänomene. Psychiatrisch-neurologische Wochenschrift. 37, ss. 354-353, 357-363, 1904
- Ueber Bewußtseinszerfall. Monatsschrift für Psychiatrie und Neurologie. 15, ss. 45-51, 1904
- Das Freud'sche Ideogenitätsmoment und seine Bedeutung im manisch-depressiven Irresein Kraepelins. Vogel, Leipzig, 1907
- Elterngewalt. Die Zukunft 17, ss. 78-80, 1908
- Über psychopathische Minderwertigkeiten. Braumüller, Wien & Leipzig, 1909
- Zur Überwindung der kulturellen Krise. Die Aktion Jg. 3, ss. 384-387, 1913
- Ludwig Rubiner's „Psychoanalyse“. Die Aktion. Jg. 3, ss. 506-507, 1913
- Die Psychoanalyse oder wir Kliniker. In: Die Aktion. Jg. 3, ss. 632-634, 1913
- Die Einwirkung der Allgemeinheit auf das Individuum. In: Die Aktion. Jg. 3, ss. 1091-1095, 1913
- Anmerkungen zu einer neuen Ethik. Die Aktion 3, ss. 1141-1143, 1913
- Notiz über Beziehungen. Die Aktion 3, ss. 1180-1181, 1913
- Offener Brief an Maximilian Harden. Die Zukunft 22, ss. 304-306, (7. März 1914)
- Über Destruktionssymbolik. Zentralblatt für Psychoanalyse und Psychotherapie 4: ss. 525-534, 1914
- Gross O, Jung F. Bemerkung Die Freie Straße 4, s. 2, 1916
- Vom Konflikt des Eigenen und Fremden. Die Freie Straße 4, ss. 3-5, 1916
- Orientierung der Geistigen. Sowjet 5, ss. 1-5, 1919
- 1919 Zur neuerlichen Vorarbeit: Vom Unterricht. Das Forum. 4, ss. 315-320, 1919
- Die kommunistische Grundidee in der Paradiessymbolik. Sowjet Nr. 2, ss. 12-27, 1919
- Zum Problem: Parlamentarismus. Die Erde 22/23, ss. 639-642, 1919
- Protest und Moral im Unbewußten. Die Erde 24, ss. 681-685, 1919
- Zur funktionellen Geistesbildung des Revolutionärs. Räte-Zeitung 1, Beilage, ss. 3-20, 1919
- Drei Aufsätze über den inneren Konflikt. Abhandlungen aus dem Gebiete der Sexualforschung 2 (3), 1920
  - I: Über Konflikt und Beziehung.
  - II. Über Einsamkeit.
  - III. Beitrag zum Problem des Wahnes. Hieraus ein Auszug: Zwei Fallstudien.